# Algèbre multilinéaire
Pour les articles homonymes, voir Algèbre (homonymie).
 (janvier 2020).
Si vous disposez d'ouvrages ou d'articles de référence ou si vous connaissez des sites web de qualité traitant du thème abordé ici, merci de compléter l'article en donnant les références utiles à sa vérifiabilité et en les liant à la section « Notes et références ».

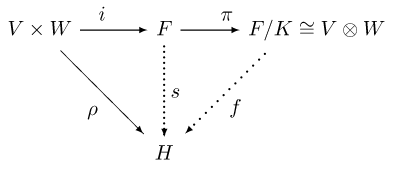
Un diagramme supposant la construction du produit tensoriel via un espace vectoriel libre

En mathématiques, l’algèbre multilinéaire étend les méthodes de l’algèbre linéaire. Tout comme l’algèbre linéaire est bâtie sur le concept de vecteur et développe la théorie des espaces vectoriels, l’algèbre multilinéaire est bâtie sur le concept de tenseur et développe la théorie des espaces tensoriels. Dans les applications, de nombreux types de tenseurs surviennent. La théorie se veut exhaustive et comprend l'étude d'un certain nombre d'espaces et l'exposé de leurs relations.

## Histoire
L'algèbre multilinéaire a des racines variées plongeant dans ce qui a été appelé au XIXe siècle l’analyse tensorielle ou le « calcul tensoriel des champs tensoriels ». Elle s’est développée à partir de l’utilisation des tenseurs en géométrie différentielle, en relativité générale, et dans de nombreuses branches des mathématiques appliquées. Vers le milieu du XXe siècle, l’étude des tenseurs est reformulée plus abstraitement. Le traité  d’algèbre multilinéaire du groupe Bourbaki  (le chapitre 3 du livre d'Algèbre, intitulé plus précisément Algèbres tensorielles, algèbres extérieures, algèbres symétriques) est particulièrement influent.
Une des raisons de cette nouvelle formulation est une nouvelle aire d’application, l’algèbre homologique. Le développement de la topologie algébrique durant les années 1940 donne une incitation additionnelle au développement d’un traitement purement algébrique du produit tensoriel. Le calcul des groupes homologiques du produit de deux espaces topologiques utilise le produit tensoriel ; mais c'est seulement dans les cas les plus simples, tel que celui d’un tore, que les groupes homologiques peuvent être calculés directement de cette façon (voir le théorème de Künneth). Les phénomènes topologiques, assez subtils, sont à la source d’une nouvelle réflexion sur les concepts fondamentaux du calcul tensoriel.
Le matériel à organiser est dense, incluant des idées remontant à Hermann Günther Grassmann, et des idées venant de la théorie des formes différentielles qui avaient mené à la cohomologie de De Rham, ainsi qu’à des notions plus élémentaires telles que le produit extérieur qui généralise le produit vectoriel.
La description qui résulte du travail de Bourbaki, axiomatique, rejette entièrement l'approche vectorielle (utilisée par exemple dans la construction des quaternions), c’est-à-dire, dans le cas général, la relation entre les espaces tensoriels et les groupes de Lie.  Bourbaki suit, au contraire, une approche nouvelle basée sur la théorie des catégories, dans laquelle le groupe de Lie ne fournit qu'une description secondaire. Puisque cela mène à un traitement beaucoup plus rigoureux, il n’y aura probablement, en mathématiques, plus de retour en arrière.
Cette approche revient essentiellement  à définir les espaces tensoriels comme les constructions requises dans le but de réduire les problèmes multilinéaires à des problèmes linéaires. Cette attaque purement algébrique ne transfère aucune intuition géométrique.
Le bénéfice de cette formalisation est qu’en réexprimant des problèmes en termes d’algèbre multilinéaire, il y a une « meilleure solution » claire et bien définie : les contraintes que la solution exerce sont exactement celles dont on a besoin en pratique.[réf. nécessaire] En général il n’y a pas  besoin d’invoquer une quelconque construction ad hoc, idée géométrique ou autre pour coordonner des systèmes. Dans le vocabulaire de la théorie des catégories, tout est entièrement naturel.[réf. nécessaire]

## Conclusion sur l’approche abstraite
En principe, l’approche abstraite peut recouvrir tout ce qui est fait via l’approche traditionnelle. En pratique cela peut ne pas sembler si simple. D’autre part la notion de transformation naturelle est compatible avec le principe de la covariance générale de la relativité générale. Ce dernier fait affaire aux champs tensoriels (les tenseurs variant de point en point sur une variété), mais la covariance affirme que le langage des tenseurs est essentiel à la formulation propre de la relativité générale.
Quelques décennies plus tard, le point de vue plus abstrait venant de la théorie des catégories est lié à l’approche qui avait été développée dans les années 1930 par Hermann Weyl (dans son livre célébré mais difficile, Les Groupes classiques). En un sens, cela compléta la théorie, regroupant les points de vue anciens et nouveaux.

## Contenu de l’algèbre multilinéaire
Le contenu de l’algèbre multilinéaire a changé bien moins que la présentation, à travers les ans. Voici d’autres pages qui y sont centralement pertinentes :
- Espace dual
- Opérateur bilinéaire
- Produit intérieur
- Application multilinéaire
- Déterminant
- Règle de Cramer
- Symbole de Kronecker
- Contraction tensorielle
- Tenseur mixte
- Symbole de Levi-Civita
- Algèbre tensorielle
- Algèbre symétrique
- Produit extérieur, Puissance extérieure
- Algèbre de Grassmann
- Dérivée extérieure
- Notation d'Einstein
- Tenseur symétrique
- Tenseur métrique

## Du point de vue des applications
Consultez ces articles pour certains moyens dans lesquels les concepts de l’algèbre multilinéaire sont appliqués, dans diverses guises :
- Tenseur dyadique
- Notation bra-ket
- algèbre géométrique
- Algèbre de Clifford
- Pseudoscalaire
- Pseudovecteur
- Spineur
- Produit extérieur
- Nombre hypercomplexe
- Courbure[3]